# Человек из Торонто
«Человек из Торонто» (англ. The Man from Toronto) — американский комедийный боевик, снятый Патриком Хьюзом; в главных ролях: Кевин Харт, Вуди Харрельсон и Кейли Куоко.
Изначально фильм должен был быть выпущен в кинопрокат компанией Sony Pictures Releasing, однако права на дистрибуцию были проданы сервису Netflix, где премьера состоялась 24 июня 2022 года. Фильм получил в основном отрицательные отзывы критиков.

## Сюжет
Нью-йоркский неудачник ошибочно принят за самого смертоносного убийцу в мире.

## В ролях
- Кевин Харт — Тедди Джексон
- Вуди Харрельсон — Рэнди / человек из Торонто
- Кейли Куоко — Энн
- Жасмин Мэтьюз — Лори
- Пирсон Фод — человек из Майами
- Жанкарлос Канела — агент Санторо
- Эллен Баркин — куратор
- Мартин Роуч — Марти
- Лела Лорен — Даниэла Марин
- Томохиса Ямасита — человек из Токио
- Олег Тактаров — человек из Москвы

## Производство

### Съёмки
Съёмки планировалось начать в апреле 2020 года в Атланте, однако в марте производство было приостановлено из-за пандемии COVID-19.
Съёмки начались 12 октября 2020 года в Торонто.

## Релиз
Мировая премьера «Человека из Торонто» состоялась 24 июня 2022 года на стриминговом сервисе Netflix.
Фильм планировалось выпустить 20 ноября 2020 года. Однако 24 апреля 2020 года дата была перенесена на 17 сентября 2021 года из-за пандемии COVID-19. В апреле 2021 года фильм был перенесён на 14 января 2022 года, а позже - на 12 августа того же года. В апреле 2022 года Sony продали права на дистрибуцию Netflix, который распространяет фильм во всём мире за исключением Китая, так как права на прокат в этой стране Sony оставили за собой. Также Sony имеют право выпускать фильм на домашних носителях и транслировать его по телевидению посредством лейбла Columbia Pictures.